# Jules Cerclier
Jules Cerclier est un trompettiste et compositeur français né le 29 mai 1823 à Paris et mort le 15 juillet 1897 à Saint-Germain-en-Laye. 

## Biographie
Jules-Henri-Louis Cerclier naît le 29 mai 1823 à Paris (11e arrondissement de Paris),.      
Élève de François Georges Auguste Dauverné, il obtient un 1er prix de trompette au Conservatoire de Paris en 1846,.                  
Il est aussi lauréat du Conservatoire en chant, obtenant un 2e accessit en 1854, et l'année suivante deux 1ers accessits d'opéra et d'opéra-comique,.                                                      
Comme interprète, Jules Cerclier est par ailleurs alto à l'Opéra-Comique et aux Concerts Pasdeloup.                                                      
Comme pédagogue, prenant la succession de son maître Dauverné, il est professeur de trompette au Conservatoire national de Paris entre 1869 et 1894,.                                                      
En 1888, il est nommé chevalier dans l'Ordre de la Légion d'honneur,. Il était également officier d'Académie depuis 1884 avant d'être nommé officier de l'Instruction publique à titre posthume en 1898.                                                      
Comme compositeur, il est l'auteur de plusieurs morceaux de concours donnés aux concours de trompette du Conservatoire ainsi que de diverses marches pour trompettes d'ordonnance, notamment un recueil paru en 1891 dans lequel les pièces portent le nom de leur dédicataire, par exemple Freycinet ou Galliffet.                                                      
Jules Cerclier meurt le 15 juillet 1897 en son domicile de Saint-Germain-en-Laye,,.                      